# 부산 록 페스티벌
부산 록 페스티벌(Busan Rock Festival, BIRoF)은 부산광역시에서 매년 8월에 열리는 록 음악축제이다.
부산광역시에서 주최하며 2000년부터 열리기 시작했다. 공연료가 무료라는 것이 특징이다. 2000년부터 2001년까지는 광안리 해수욕장에서 열렸고, 2002년부터 2010년까지는 다대포 해수욕장에서 열렸다. 2011년 제12회 부산 국제 록 페스티벌부터는 소음 민원을 이유로 삼락강변공원으로 장소를 옮겨서 열렸다.
2014년까지 부산 국제 록 페스티벌이란 명칭을 사용하다가 2015년부터 현재의 명칭으로 바뀌었다.

## 연혁
- 1회 : 2000년 7월 15일 ~ 7월 17일 광안리 해수욕장 내 특설무대에서 열렸다.
- 2회 : 2001년 8월 11일 ~ 8월 13일 광안리 해수욕장 내 특설무대에서 열렸다. 공연 전날인 8월 10일에는 세미나 및 시그너쳐 프린팅 제막식이 있었다. 전인권이 공로상을 받았다.
- 3회 : 2002년 6월 1일 ~ 6월 3일 다대포 해수욕장 내 특설무대에서 열렸다. 공연 전날인 5월 31일에는 전야제가 있었다. 김창완이 공로상을 받았다.
- 4회 : 2003년 8월 8일 ~ 8월 9일 다대포 해수욕장 내 특설무대에서 열렸다. 공연 전날인 8월 7일에는 MBC전국락페스티벌이 있었다. 김수철이 공로상을 받았다. 스티브 바이 출연
- 5회 : 2004년 8월 6일 ~ 8월 7일 다대포 해수욕장 내 특설무대에서 열렸다. 공연 전날인 8월 5일에는 MBC전국락페스티벌이 있었다. 한대수가 공로상을 받았다.
- 6회 : 2005년 8월 5일 ~ 8월 7일 다대포 해수욕장 내 특설무대에서 열렸다. 사랑과 평화의 최이철이 공로상을 받았다.
- 7회 : 2006년 8월 5일 ~ 8월 6일 다대포 해수욕장 내 특설무대에서 열렸다. 공연 다음날인 8월 7일에는 민주공원에서 아시안뮤직마켓이 열려, 한국과 일본의 밴드들이 공연하였다.
- 8회 : 2007년 8월 4일 ~ 8월 5일 다대포 해수욕장 내 특설무대에서 열렸다.
- 9회 : 2008년 8월 2일 ~ 8월 3일 다대포 해수욕장 내 특설무대에서 열렸다.
- 10회 : 2009년 8월 7일 ~ 8월 9일 다대포 해수욕장 내 특설무대에서 열렸다. 8월 7일은 국내인디밴드경연대회가 있었으며, 8월 8일부터 8월 9일까지 본 행사가 진행되었다.
- 11회 : 2010년 8월 6일 ~ 8월 8일 다대포 해수욕장 내 특설무대에서 열렸다.
- 12회 : 2011년 8월 5일 ~ 8월 7일 삼락강변공원 내 특설무대에서 열렸다.
- 13회 : 2012년 8월 3일 ~ 8월 5일 삼락강변공원 내 특설무대에서 열렸다. 특이 사항으로는 기존의 1개 무대가 아닌 2개의 무대를 사용함으로써 세팅 시간을 줄였다.
- 14회 : 2013년 8월 2일 ~ 8월 4일 삼락생태공원
- 15회 : 2014년 8월 15일 ~ 8월 17일[4] 삼락생태공원
- 16회 : 2015년 8월 7일 ~ 8월 9일 삼락생태공원. 부산 음악창작소와 연계하여 두 개의 무대에서 동시에 공연이 이루어졌다.[5]
- 17회 : 2016년 8월 26일 ~ 8월 28일[6] 삼락생태공원
- 18회: 2017년 8월 13일~ 8월 16일 삼락생태공원

## 참여 음악가
| 2000년                 | 7월 15일 | 7월 16일 | 7월 17일 |
| ---------------------- | --- | --- | --- |
| 2000년                 | - 치킨헤드 - 불독맨션 - 라일락 - 그랜드슬램 - 레이니썬 - 치즈 - 시나위 - 슈퍼 슬럼프 - 윤도현 밴드 | - 미스터소울 - 위퍼 - 팬시 - 피아 - 닥터코어 911 - 노이즈가든 - L.M.F - 크래쉬 - 시암 세이드                                                                | - 노마크 - 넬 - 허클베리 핀 - 예레미 - 쟈니 로얄 - 마루 - 어게인 - 크라잉넛 - 미사일 걸 소코트 - 김경호밴드                                      |
| 2001년                 | 8월 11일 | 8월 12일 | 8월 13일 |
| 2001년                 | - 퍼플 헤이즈 - 에브리 싱글 데이 - 넬 - 팬시 - 사일런트 아이 - 알 에프 칠드런 - 파스 - 홀리 모세스 - 나이트위시                                                                                          | - 세인트 - 위퍼 - 트랜스픽션 - 싸이코트론 - 레이니썬 - 디아블로 - 오퍼지션 파티 - 토미키타 밴드 - 크래쉬 - 바디자 - 디무 보르기르                           | - 칸 - 와이낫 - 고스락 - 레이지본 - 피아 - 예레미 - 오월천 - 크라잉넛 - 닥터 라이센스 - 브루스 리 밴드 - 신해철                                  |
| 2002년                 | 6월 1일 | 6월 2일 | 6월 3일 |
| 2002년                 | - 모닝본드 - 로다운 30 - 시나위 - 쿠로다 미치히로 - 디멘션 제로 - 이현우밴드 - 에덴브릿지 - 바닐라 퍼지                                                                                                  | - 니플하임 - 오딘 - 크라잉넛 - 최건 - 코코뱃 - 디아블로 - 카니발 콥스 - 윤도현 밴드 - 로얄 헌트                                                             | - 락 신 - 싸이코트론 - 예레미 - 크래쉬 - 스키즈마 - 시너지 - 데빈타운젠드 - 봄여름가을겨울 - 크리에이터                                          |
| 2003년                 | 8월 8일 | 8월 9일 | - |
| 2003년                 | - 언체인드 - 껌엑스 - 뷰렛 - 트랜스픽션 - 닐 자자 - 크래쉬 - 소일워크 - 아치 에너미 | - 디스코트럭 - 슈가 도넛 - 레이지본 - 다운 인 어 홀 - 내 귀에 도청장치 - 비전 오브 아틀란티스 - 해머 - 스카이파이어 - 레이지                                | |
| 2004년                 | 8월 6일 | 8월 7일 | - |
| 2004년                 | - 오! 부라더스 - 오사카 모노레일 - 에고 래핑 - 체리 필터 - 한대수 - 산드리아 - 다크 트랭퀼리티 | - 슈퍼독 - 파웰 영 밴드 - 블랙홀 - 빅토르 스몰스키 - 범프 오브 치킨 - N.EX.T - 스티브 바이                                                                  | |
| 2005년                 | 8월 5일 | 8월 6일 | 8월 7일 |
| 2005년                 | - 미스터 펑키 - 왓 - 글램 - 락타이거즈 - 크라잉넛 - 리치 코젠 - 파워맨 5000 | - 스키조 - 바세린 - 예레미 - 도메인 - 크래쉬 - 디어사이드                                                                                                   | - 쥬드 - 카리유시 - 왈츠 엘레지 - 트레블러스 - 피아 - 스테랑코 - 윤도현 밴드                                                                     |
| 2006년                 | 8월 5일 | 8월 6일 | - |
| 2006년                 | - 스트라이커스 - 트랜스픽션 - 스카쉬 오니언스 - 델리 스파이스 - K2 & 이현석 프로젝트 팀 - 시나위 & 서울전자음악단 프로젝트팀 - U.F.O                                                                     | - 13스텝스 - 다운헬 - 나티 - 독 홀레데이 & 아파치 트레인 - 노브레인 - 앤드류 W.K - 에드가이                                                                 | |
| 2007년                 | 8월 4일 | 8월 5일 | - |
| 2007년                 | - 엘사 - 킹스턴 루디스카 - 타마 & 베가본드 - 락타이거즈 - 핏 테오 - 도베르만 - 김종서밴드 - 도쿄 스카 파라다이스 오케스트라                                                                              | - 바크하우스 - 비탈리카 - 조이 자자 - 내 귀에 도청장치 - 이한철 밴드 - YB - 엘에이건즈                                                                      | |
| 2008년                 | 8월 2일 | 8월 3일 | - |
| 2008년                 | - 스위밍 피쉬 - 디어 클라우드 - 템퍼드 멘탈 - 와이낫 - 코파 살보 - 이브 - 더 레이시오스 - 소호돌스 - 토시 위드 티어스                                                                                    | - 망각화 - 컨덴서스 - 더스티 블루 - 시가베챠즈 - 슈퍼 키드 - 블랙보텀브라스밴드 - 뜨거운 감자 - 엔드 오브 패션 - 피아 - 쉐도우스 폴 - 강산에 밴드           | |
| 2009년                 | 8월 7일 | 8월 8일 | 8월 9일 |
| 2009년                 | - 드라이 플라워 - 스팟라이트 - 네바다51 - 버닝 헵번 - 하카다 더 브리스코 - 블루아일랜드 - 메이트 - 가이즈 - 더 사우스베이 - 크레이빈 - 뷰렛 (초청공연) - 내 귀에 도청장치 (초청공연) - 백두산 (초청공연) | - 메이트 - 가이즈 - 세렝게티 - 검정치마 - 케이타쿠 - 에브리 싱글 데이 - 언니네 이발관 - 스캐더하트 - 이지형 - 화이트 로즈 무브먼트 - 김창완 밴드            | - 21스콧 - 럭스 - 트랜스픽션 - 잠잔반시 - 쿠바 - 레이니썬 - 쓰치야 안나 - YB - 오버킬                                                            |
| 2010년                 | 8월 6일 | 8월 7일 | 8월 8일 |
| 2010년                 | - 포 - 노이지 - 아침 - 윈디캣 - 텔레플라이 - 더 유나이티드93 - 논트로포 - 옐로우 몬스터즈 | - 버닝 헵번 - 킹 라이치 - 쥬드 - 이한철과 런런어웨이즈 - 크라잉넛 - 부활 - 파이어하우스                                                                     | - 언체인드 - 와이낫 - 국카스텐 - 슈퍼 키드 - 피아 - YB vs RRM - 헌티드                                                                           |
| 2011년                 | 8월 5일 | 8월 6일 | 8월 7일 |
| 2011년                 | - 디하이트 - 라츠 - 딕펑스 - 로맨틱펀치 - 고고스타 - 원 드롭 이스트 - 블랭크스 - 스테랑코 - YB | - 바드 - 네바다51 - 개차반 - 므리갸 - 안녕바다 - 킹스턴루디스카 - 에브리 싱글 데이 - 크라잉넛 - 몽골800 - 부활                                              | - 더 데프 앤 콘텐더스 - 마하트마 - 쏘닉 - 내 귀에 도청장치 - 피아 - 국카스텐 - 노브레인 - 헤븐 쉘 번 - 김창완 밴드                               |
| 2012년                 | 8월 3일 | 8월 4일 | 8월 5일 |
| 2012년                 | - 브로큰 발렌타인 - 헤르츠 - 예리밴드 - 스트라이커스 - 아이씨사이다 - 과매기 - 게이트 플라워즈 - 로맨틱펀치 - 슈퍼 키드 - 내 귀에 도청장치 - 갈네리우스 - 김경호밴드                                     | - 퍼블릭 스테레오 - 판다즈 - 다운헬 - 쿠바 - 엑시즈 - 바쇼 - 네바다51 - 에브리 싱글 데이 - 힐러리그리스트 - 이한철밴드 - 파이어하우스 - 부활                | - 스카웨이커스 - 고고보이스 - 야광토끼 - 휴먼레이스 - 4Th Floor - 장미여관 - 토다 - 몽니 - 톡식 - 검정치마 - 노브레인 - 제임스 윌쉬 (스타세일러) |
| 2013년                 | 8월 2일 | 8월 3일 | 8월 4일 |
| 2013년                 | - 넘버원코리안 - 아이씨사이다 - 킹스턴 루디스카 - 옐로우 몬스터즈 - 제니퍼 아이솔레이션 - 톡식 - 해리빅버튼 - 딕펑스 - 노브레인                                                                          | - 데어리랜드 유스 - 스톤드 - 램넘츠 오브 더 폴른 - 나티 - 피아 - 김바다 - 로맨틱펀치 - 한영애 - 크라잉넛                                                    | - 피버독스 - 소란 - 솔루션스 - 이스케이프 플랜 - 휴먼레이스 - 디어 클라우드 - 소일 앤 핌프 세션 - 데이브레이크 - 스트라토바리우스 - YB           |
| 2014년                 | 8월 15일 | 8월 16일 | 8월 17일 |
| 2014년                 | - 아메리카노밴드 - SMZB - 더 히스테릭스 - 디어클라우드 - 언체인드 - 디어클라우드 - 몽니 - 피아 | - 매닉시브 - 예리밴드 - 다운헬 - 데릭 - 에브리 싱글 데이 - 딕펑스 - 전인권밴드                                                                              | - 과매기 - NYF - 불독맨션 - 내 귀에 도청장치 - 갤럭시 익스프레스 - 로맨틱펀치 - 신중현그룹                                                       |
| 2015년 (삼락 스테이지) | 8월 7일 | 8월 8일 | 8월 9일 |
| 2015년 (삼락 스테이지) | - 로우필즈 - 스카웨이커스 - 박시환 - SUBS - 에브리 싱글 데이 - 고고스타 - YB | - 령교밴드 - 뷰렛 - Killing Me Inside - Sweet Mullet - 장미여관 - 핀치 - 소찬휘밴드                                                                         | - 옐로우 몬스터즈 - 앤디즈데이즈 - 잠비나이 - Nervo Chaos - 갤럭시 익스프레스 - 로맨틱펀치 - 노브레인 - 이승환                                   |
| 2015년 (그린 스테이지) | 8월 7일 | 8월 8일 | 8월 9일 |
| 2015년 (그린 스테이지) | - 핫 페퍼 파스타 - 6현의 마술 - P!sco - 원톤 - 사이드카 - Tonick - 스톤드 - 슈가 도넛 - 비거절크 - VIC.Q                                                                                                 | - 카우칩스 - 제나탱고 - 헤드터너 - 헤르츠 - Ego Fall - 마푸키키 - 더 히스테릭스 - 트랜스픽션 - 리플렉스 - 언체인드 - 내 귀에 도청장치 - 고온 - FLASH FINGER | - 스테이풀리쉬 - 키위밴드 - 워킹애프터유 - SKETCH - 홀린 - 연남동덤앤더머 - 매닉시브 - 피해의식 - 과매기 - 악퉁                                  |
| 2016년 (삼락 스테이지) | 8월 26일 | 8월 27일 | 8월 28일 |
| 2016년 (삼락 스테이지) | - 블러드베리 - 스트릿건즈 - Suffocated - 안녕바다 - 내 귀에 도청장치 - 국카스텐 | - 라이프 앤 타임 - Noahtic - Crystal Lake - 칵스 - 임펠리테리 - 넬                                                                                          | - 헤드터너 - 솔루션스 - Lomosonic - 이승열 - 로맨틱펀치 - 데이브레이크                                                                           |
| 2016년 (그린 스테이지) | 8월 26일 | 8월 27일 | 8월 28일 |
| 2016년 (그린 스테이지) | - 원톤 - 하퍼스 - 버닝소다 - 아스트로너츠 - 네미시스 - Dream Spirit - 에이프릴 세컨드 - 악퉁 - DJ 데미캣                                                                                                 | - 싸우스나인 - 세이수미 - 스테레오타입 - M7 - 연남동 덤앤더머 - 치카티카 브라운 사운드 - 럭스 - DJ 에어믹스                                                 | - 먼데이필링 - 문사출 - 더 베인 - 데드 버튼즈 - 트랜드킬 - Greedy Black Hole - 바크하우스 - 크래쉬                                               |

## 참고
1. ↑  개런티 문제로 취소되었다.
2. ↑  관광비자로 입국하여 부산에서는 공연하지 못하였다.[7]
3. ↑  밀물이 몰려와 무대의 안전을 이유로 오버킬은 예정된 곡을 다 못 부르고 4곡만을 부르고 끝났다.[8]
4. ↑  정식 라인업에는 포함되지 않았지만, 특별게스트로서 참가했다.
5. ↑  미국의 임펠리테리와 핀치, 그리스의 나이트레이지, 대한민국의 YB, 말레이시아의 윈켄 딜러리움이 오기로 했으나 태풍으로 페스티벌이 연기되면서 더 히스테릭스, 언체인드, 과매기가 그 자리를 채웠으며 일정에도 변동이 있었다.[9]
6. ↑  부산의 기타리스트들의 특별 공연이다.
7. ↑  힙합 크루이다.
8. 1 2  EPM 뮤지션이다.
9. ↑  래퍼이다.
10. ↑  우천으로 다음 날 마지막 순서로 공연하였다.
11. 1 2  일렉트로닉 뮤지션이다.
12. ↑  우천으로 취소되었다.

## 같이 보기
- 부산광역시의 축제 목록